# Кагульский район
Кагу́льский райо́н (рум. Raionul Cahul, Район Кагул) — административно-территориальная единица Республики Молдова.

## История
Как и большинство районов Молдавской ССР, образован 11 ноября 1940 года с центром в городе Кагул. До 16 октября 1949 года находился в составе Кагульского уезда, после упразднения уездного деления перешёл в непосредственное республиканское подчинение.
С 31 января 1952 года по 15 июня 1953 года район входил в состав Кагульского округа, после упразднения окружного деления вновь перешёл в непосредственное республиканское подчинение.
19 декабря 1962 года город Кагул был передан в республиканское подчинение и выведен из состава района.
25 декабря 1962 года Кагульский район был ликвидирован и объединён с Вулканештским районом, но уже через два года (23 декабря 1964 года) восстановлен.
С 1999 года по 2002 год, в рамках проводимой административной реформы, район являлся частью Кагульского уезда.
После упразднения уездного деления в 2002 году, район вновь стал самостоятельной административной единицей, при этом в его составе остался Вулканештский район.
В 1999 году Молдова должна была передать часть своей береговой линии по Днестру и участок автодороги у села Паланка Штефан-Водского района в обмен на право построить порт Джурджулешты. Летом 2011 года работу по выполнению договоренностей 1999 года удалось завершить.

## География
Кагульский район расположен в юго-западной части Молдовы. Состоит из двух частей, разделённых Гагаузией: основная территория и село-эксклав Александру Иоан Куза.
Граничит с АТО Гагаузия, Кантемирским и Тараклийским районами, а также с Румынией и Одесской областью Украины (эксклав).
В селе Джурджулешть Кагульского района находится самая южная точка Республики Молдова и единственный порт Молдовы на Дунае.

## Население
| Национальный состав 2004 | Национальный состав 2004 | Национальный состав 2004 | Национальный состав 2004 | Национальный состав 2004 |
| ------------------------ | ------------------------ | ------------------------ | ------------------------ | ------------------------ |
| молдаване - 91001 чел.   |                          |                          | 76.3 %                   |                          |
| украинцы - 7842 чел.     |                          |                          | 6.6 %                    |                          |
| русские - 7702 чел.      |                          |                          | 6.5 %                    |                          |
| болгары - 5816 чел.      |                          |                          | 4.9 %                    |                          |
| гагаузы - 3665 чел.      |                          |                          | 3.1 %                    |                          |
| румыны - 2095 чел.       |                          |                          | 1.8 %                    |                          |
| цыгане - 238 чел.        |                          |                          | 0.2 %                    |                          |
| другие - 872 чел.        |                          |                          | 0.7 %                    |                          |
| всего - 119231 чел.      |                          |                          | 100.0 %                  |                          |

Численность населения по годам, человек:
|        | 2003 год | 2004 год | 2008 год |
| ------ | -------- | -------- | -------- |
| Кагул  | 42 450   | 35 488   | 35 465   |
| сёла   | 83 700   | 83 743   | 83 472   |
| Всего: | 126 150  | 119 231  | 118 937  |

## Достопримечательности
В 45 км к югу от Кагула расположен научный заповедник «Нижний Прут».

## Известные уроженцы
- Гросу, Игорь Иванович (род. 1972) —  молдавский политик, председатель Парламента Республики Молдова с 29 июля 2021 года.
- Яков, Валерий Васильевич (род. 1956) — российский журналист молдавского происхождения, главный редактор газеты «Новые известия» (2003-2016), основатель международной премии «Звезда Театрала».
- Ботгрос, Николай (род. 1953) — молдавский музыкант, художественный руководитель оркестра народной музыки «Лэутары».
- Водэ, Георгий Дмитриевич (1934—2007) — молдавский кинорежиссёр.
- Сулак, Николай Васильевич (1936—2003) — певец, народный артист СССР (1989).